# Leixa-pren
O leixa-pren (também grafado leixa-prem) é um recurso estilístico característico das cantigas de amigo galego-portuguesas, que consiste em começar uma estrofe, repetindo o verso (no todo ou na parte) ou a palavra com que terminou a estrofe anterior. Crê-se que este tipo de processo estilístico terá surgido por influência eclesiástica, na poesia latino-medieval.
Um exemplo de uma cantiga de Nuno Fernandes Torneol e Estêvão da Guarda:
| Dizede-m'ora, filha, por Santa Maria, qual est o voss'amigo, que mi vos pedia? - Madr', eu amostrar-vo-lo-ei. - Qual e[st o] voss'amigo que mi vos pedia? 5 se mi o vós mostrássedes, gracir-vo-lo-ia. - Madr', eu amostrar-vo-lo-ei. - [S]e mi o vós amostrardes, gracir-vo-lo-ia, e direi-vo-l'eu logo em que s'atrevia. - Madr', eu amostrar-vo-lo-ei. |

Analisando o poema, constata-se que o 2.º verso da 1.ª estrofe é igual ao 1.º verso da 2.ª estrofe. De igual modo o 2.º verso da 2.ª estrofe é igual ao 1.º verso da 3.ª estrofe

## Etimologia
Trata-se de uma palavra medieval composta pelos étimos portugueses antigos «leixa» que significa «deixa» ou «larga» e pren- que é forma do verbo «prender». Há autores que defendem que se poderá tratar de um decalque do provençal «laisar» (deixar) e «pren» (contração de prendre «tomar»).